# Klubowy Puchar Europy kobiet w szachach (1998)
1998 – trzeci sezon Klubowego Pucharu Europy kobiet w szachach. Zwyciężył rumuński AEM Luxten Timișoara.

## Uczestnicy
W nawiasie podano średni ranking Elo. Źródło: OlimpBase
- ŠK Belišće (2253)
- Viktoria Žižkov (2053)
- SAE Ateny (2030)
- BAS Belgrad (2304)
- Goša Smederevska Palanka (2321)
- Partizan Belgrad (2294)
- Širvinta Wyłkowyszki (2168)
- Elberfelder SG 1851 (2290)
- Krefelder SK Turm 1851 (2230)
- Rodewischer Schachmiezen (2069)
- Hugart Rybnik (2353)
- AEM Luxten Timișoara (2398)
- ŠK Nova Gorica (2151)
- Kyjiwska Szkoła Hrosmejsteriw (2341)

## Rozgrywki
W Wuppertalu.

### Faza grupowa

#### Grupa 1
Źródło: OlimpBase
Runda 1, 17 czerwca 1998
| Hugart Rybnik – Rodewischer Schachmiezen 4:0 |
| BAS Belgrad – Viktoria Žižkov 4:0            |

Runda 2, 18 czerwca 1998
| Hugart Rybnik – BAS Belgrad 3:1                  |
| Rodewischer Schachmiezen – Viktoria Žižkov 1½:2½ |

Runda 3, 19 czerwca 1998
| Viktoria Žižkov – Hugart Rybnik 1:3        |
| BAS Belgrad – Rodewischer Schachmiezen 3:1 |

| Msc | Zespół                   | M | W | R | P | Pkt |
| --- | ------------------------ | - | - | - | - | --- |
| 1   | Hugart Rybnik            | 3 | 3 | 0 | 0 | 10  |
| 2   | BAS Belgrad              | 3 | 2 | 0 | 1 | 8   |
| 3   | Viktoria Žižkov          | 3 | 1 | 0 | 2 | 3½  |
| 4   | Rodewischer Schachmiezen | 3 | 0 | 0 | 3 | 2½  |

#### Grupa 2
Źródło: OlimpBase
Runda 1, 17 czerwca 1998
| ŠK Belišće – Kyjiwska Szkoła Hrosmejsteriw 1:3 |
| Širvinta Wyłkowyszki – Partizan Belgrad 2½:1½  |

Runda 2, 18 czerwca 1998
| ŠK Belišće – Širvinta Wyłkowyszki 2:2                |
| Kyjiwska Szkoła Hrosmejsteriw – Partizan Belgrad 2:2 |

Runda 3, 19 czerwca 1998
| Širvinta Wyłkowyszki – Kyjiwska Szkoła Hrosmejsteriw 2:2 |
| Partizan Belgrad – ŠK Belišće 1½:2½                      |

| Msc | Zespół                        | M | W | R | P | Pkt |
| --- | ----------------------------- | - | - | - | - | --- |
| 1   | Kyjiwska Szkoła Hrosmejsteriw | 3 | 1 | 2 | 0 | 7   |
| 2   | Širvinta Wyłkowyszki          | 3 | 1 | 2 | 0 | 6½  |
| 3   | ŠK Belišće                    | 3 | 1 | 1 | 1 | 6½  |
| 4   | Partizan Belgrad              | 3 | 0 | 1 | 2 | 4   |

#### Grupa 3
Źródło: OlimpBase
Runda 1, 17 czerwca 1998
| ŠK Nova Gorica – Krefelder SK Turm 1851 1:3 |
| SAE Ateny – AEM Luxten Timișoara 0:4        |

Runda 2, 18 czerwca 1998
| AEM Luxten Timișoara – Krefelder SK Turm 1851 3:1 |
| SAE Ateny – ŠK Nova Gorica ½:3½                   |

Runda 3, 19 czerwca 1998
| ŠK Nova Gorica – AEM Luxten Timișoara ½:3½ |
| Krefelder SK Turm 1851 – SAE Ateny 4:0     |

| Msc | Zespół                 | M | W | R | P | Pkt |
| --- | ---------------------- | - | - | - | - | --- |
| 1   | AEM Luxten Timișoara   | 3 | 3 | 0 | 0 | 10½ |
| 2   | Krefelder SK Turm 1851 | 3 | 2 | 0 | 1 | 8   |
| 3   | ŠK Nova Gorica         | 3 | 1 | 0 | 2 | 5   |
| 4   | SAE Ateny              | 3 | 0 | 0 | 3 | ½   |

### Faza finałowa
Źródło: OlimpBase

#### Ćwierćfinały
21 czerwca 1998
| Goša Smederevska Palanka – AEM Luxten Timișoara 1:3        |
| BAS Belgrad – Širvinta Wyłkowyszki 2½:1½                   |
| Elberfelder SG 1851 – Hugart Rybnik 2½:1½                  |
| Kyjiwska Szkoła Hrosmejsteriw – Krefelder SK Turm 1851 3:1 |

#### O miejsca 5–8
22 czerwca 1998
| Širvinta Wyłkowyszki – Krefelder SK Turm 1851 2:2 |
| Hugart Rybnik – Goša Smederevska Palanka 2:2      |

#### Półfinały
22 czerwca 1998
| BAS Belgrad – AEM Luxten Timișoara 2:2                  |
| Elberfelder SG 1851 – Kyjiwska Szkoła Hrosmejsteriw 2:2 |

#### O 7. miejsce
23 czerwca 1998
| Goša Smederevska Palanka – Širvinta Wyłkowyszki 3½:½ |

#### O 5. miejsce
23 czerwca 1998
| Krefelder SK Turm 1851 – Hugart Rybnik ½:3½ |

#### O 3. miejsce
23 czerwca 1998
| Elberfelder SG 1851 – BAS Belgrad 1:3 |

#### Finał
23 czerwca 1998
| AEM Luxten Timișoara – Kyjiwska Szkoła Hrosmejsteriw 3:1 |

1. Natalija Żukowa – Tatjana Wasilewicz 1:0
2. Cristina-Adela Foișor – Inna Haponenko 0:1
3. Corina-Isabela Peptan – Anna Zatonskih 1:0
4. Elena-Luminița Cosma – Anna Zozulia 1:0

#### Klasyfikacja
| Msc | Zespół                        | M | W | R | P |
| --- | ----------------------------- | - | - | - | - |
| 1   | AEM Luxten Timișoara          | 3 | 3 | 0 | 0 |
| 2   | Kyjiwska Szkoła Hrosmejsteriw | 3 | 2 | 0 | 1 |
| 3   | BAS Belgrad                   | 3 | 2 | 0 | 1 |
| 4   | Elberfelder SG 1851           | 3 | 1 | 0 | 2 |
| 5   | Hugart Rybnik                 | 3 | 2 | 0 | 1 |
| 6   | Krefelder SK Turm 1851        | 3 | 1 | 0 | 2 |
| 7   | Goša Smederevska Palanka      | 3 | 1 | 0 | 2 |
| 8   | Širvinta Wyłkowyszki          | 3 | 0 | 0 | 3 |